# Eleutherodactylus oxyrhyncus
Eleutherodactylus oxyrhyncus är en groddjursart som först beskrevs av Duméril och Gabriel Bibron 1841.  Eleutherodactylus oxyrhyncus ingår i släktet Eleutherodactylus och familjen Eleutherodactylidae. IUCN kategoriserar arten globalt som akut hotad. Inga underarter finns listade i Catalogue of Life.